# Várkonyi Attila
Várkonyi Attila (DJ Dominique) (Szeged, 1964. június 22.–) magyar zenész, rádiós és televíziós műsorvezető, szakkommentátor, szerkesztő, médiaszemélyiség.

## Életpályája
Édesanyja dr. Bálint Erzsébet, székely család gyermekeként került a szegedi egyetemre, ahol jelenleg is dolgozik mint biofizikus. Édesapja dr. Várkonyi Zoltán, családja Ausztriából származik, ő maga Mohácsról került Szegedre, ahol a JATE Biofizikai Tanszékén dolgozik. Egy testvére van, dr. Várkonyi Katalin, a szentesi kórház főigazgatója. 
Fizika szakot végezett, doktori disszertációját a Kossuth Lajos Tudományegyetemen a Szilárdtest-fizika tanszéken kezdte írni, azonban a rádiózás, a rendezvényszervezés, a színjátszó kör elszólította a katedra mellől. A Debreceni Egyetemen, az Ifjúsági Iroda vezetőjeként, valamint óraadóként dolgozott. Első lemezlovas tevékenysége már gimnáziumban megmutatkozott, bár a szó igazi értelmében vett buliját az egyetemen, a kollégium alagsorában rendezte. Még abban az évben kinevezték az egyetemi stúdió vezetőjének, sőt, a nagykanizsai kaszárnyában előfelvételisként is a rádióstúdió vezetését bízták rá.
Az egyetem után közel négy évre az Egyesült Államokba utazott, ahol számos munkát kipróbált, de elsődleges feladatának tekintette az ottani zenei, deejay és rádió-kultúra megfigyelését és meghonosítását Magyarországon. Dolgozott Einstein rokonainak, volt kikötői munkás, ápoló, kamionsofőr, megismerkedett Bay Zoltán világhírű fizikussal és Michael Jordan-nel. Különböző egyetemeken marketinget, dramaturgiát és elméleti fizikát tanult. 
Amerikából hazatérve néhány társával megalapították Magyarország egyik első magánrádióját, a debreceni City Rádiót, melynél 4 évet töltött el. Óriási siker lett. Kezdetben kalózrádióként, később pedig törvényi kiskapukat kihasználva, végül legális frekvencia birtokában működött a rádió.  
1994 nyarán megkereste a Juventus Rádió igazgatója, akinek akkor pont olyan emberre volt szüksége, aki már rádiózott, van amerikai és magyar diplomája, beszél felsőfokon angolul, ért a zenéhez. A felkérésre igent mondott és a Juventus rádió a 90-es évek második felében meghatározó szereplője lett a magyar médiának. Ez idő alatt mind programigazgatóként, mind a Sztársáv, a Mentőöv és az Egy szelet Amerika című műsorok műsorvezetőjeként számos hazai és világsztárral készített interjút, mint például Madonna, Michel Platini, Franco Nero, Mick Jagger, vagy George Michael, aki még a születésnapi partyjára is meghívta, Párizsba. 
2000-től részt vesz a Sport TV alakulásánál, ahol marketing-igazgatói szerepet tölt be. Hosszú ideig ő az NBA szakkommentátora a csatornánál. Saját műsort vezet a csatornánál, Szurkoljunk címmel, mely az ország egyetlen integrált műsora, melyben ép és sérült sportolók együtt szerepelnek a képernyőn, zenészekkel, közéleti szereplőkkel. 
Az Első Emelet frontemberével,  Kikivel (Patkó Béla) megalakították a Csütörtök 12 formációt, mely induló zenekarként bejárta az országot, sőt, eljutottak Szlovákiába, Csehországba, Görögországba és Amerikába is. Legismertebb slágerük az "indul a nyár" és az "Angyali vallomás" voltak. Az együttes különös ismertetőjele a CSÜT-12 rendszámú sárga Volkswagen Beetle volt. Mostanában ugyan nem Csütörtök 12 néven, hanem Kiki VS. Dj Dominique néven járják az országot.  
2004-ben a Magyar Rádióból kapott egy felkérést az Athéni Olimpia projektigazgatói állására, valamint az MR2-Petőfi Rádió programigazgatói pozíciójára. Az olimpia számos nagyon sikeres közvetítést hoztak létre. Szerveztek magyar tábort, voltak esténként bulik és először a magyar média történetében egy sérült sportoló, Pásztori Dóri paralimpiai bajnok volt a Magyar Rádió arca. 
2005-ben megnyílt a Művészetek Palotája, ahol mint művészeti tanácsadó kapott felkérést, hiszen nagy szerepe volt ezen új kulturális intézmény létrehozásában. Több mint 100 könnyűzenei koncert és legalább ugyanennyi gyermekrendezvény megszervezésében és kitalálásában vett részt. Kiss Imre vezérigazgató úr már esélyegyenlőségi feladatokkal bízta meg, amikor a palota még csak egy nagy gödör volt a Duna parton. Az volt a feladata, hogy az építkezés alatt figyelemmel kísérje esélyegyenlőségi szempontból a házat. Ennek köszönhetően minden mozgásában korlátozott ember teljes értékűen használhatja a Művészetek Palotáját. 
2009 óta a Magyar Televízió munkatársa, ahol részt vett a labdarúgó vb hazai eseményeinek megszervezésében, és a nagy sikert aratott a vb-dal elkészítésében, az ináncsi óvoda újjáépítésében, és ő volt a 2011-es eurovíziós projekt vezetője is.

### DJ Dominique
1985 óta lemezlovasként és ceremóniamesterként is dolgozik, DJ Dominique néven. Az első igazi rezidens helye a debreceni Új Vigadó volt de ezzel párhuzamosan az összes egyetemi buli helyszínen megfordult Debrecenben és környékén. Igazán az Államokban kezdett el először CD-ről zenélni, óriási dolog volt ez akkoriban. Miután haza jött, megalapította a Fergetegpartyt, mely a City Rádiós bulik keretein belül kelt igazán életre, majd a Juventus Rádió alatt lett országosan is ismert. Külföldre is eljutottak, pl. Amerikába, Csehországba, Görögországba. Itthon az összes nagyszabású hazai roadshow-n részt vett, pl. Juventus, RTL, Tower of Power, Z+ roadshow, MTV Roadshow. Számtalan hazai és világhírű koncertfellépő előtt és után szerepelt, mint MC és DJ. Zenélt Dr Alban, Michael Jackson, Captain Jack, The ’Cause, legutóbb Emilia, illetve a Cascada koncertjén. De a Fergetegparty ott volt a Dolly Roll, TNT, és Ákos koncertjein is. A Kapcsolat napon százezres tömeg előtt szerepelt, melyet a Csütörtök 12 – Indul a nyár című videoklipjében is látható. Dolgozott együtt Hevesi Tamással, a Happy Ganggel, de írt dal az Ámokfutóknak is. A 90-es években rendszeresen fellépett a Highlifeban és a Haligaliban is. Hosszabb időt töltött a Music Cornerben, a Citadella Dance Hallban, nagyon emlékezetesek a nevéhez fűződő Széchenyi Kertben, a Soho Londonban, az Alcatrazben, és a Retropolisban rendezett bulik is. 
Ismert jelmondata: "Minden jóra fordul, csak egészség legyen!"